# 川口市立芝樋ノ爪小学校
川口市立芝樋ノ爪小学校（かわぐちしりつ しばひのつめしょうがっこう）は、埼玉県川口市芝樋ノ爪にある公立小学校。

## 交通
- JR京浜東北線蕨駅下車徒歩10分

## 沿革
- 1969年（昭和44年） - 開校。

## 学区
- 芝樋ノ爪1丁目、芝樋ノ爪2丁目
- 芝西1丁目
- 芝塚原1丁目、芝塚原2丁目
- 大字芝の一部

## 周辺
- 戸田用水
- 芝園団地
- さいたま車両センター